# Hugues XIII de Lusignan
Hugues XIII le Brun (25 juin 1259-nov. 1303) fut seigneur de Lusignan, de Porhoët, de Fougères, comte de la Marche et d'Angoulême de 1270 à sa mort. Il possède également les châteaux de Longjumeau, de Fougères et de Josselin.

## Biographie

### Famille
Hugues XIII  le Brun est le fils de Hugues XII de Lusignan (av. 1241-1270), seigneur de Lusignan, comte de la Marche et d'Angoulême et de Jeanne de Fougères (av. 1242-ap. 1273), héritière des fiefs bretons de Porhoët et de Fougères. Il est le dernier descendant, en ligne directe, de la maison de Lusignan du Poitou.
Hugues le Brun succède à son grand-oncle, Guy de Lusignan (♰ 1288), pour les châtellenies de Cognac et de Merpins,.

### Enfance
Hugues XIII le Brun n'avait pas atteint sa majorité en 1270, date du décès de son père. La garde du comté échut à sa mère, Jeanne de Fougères, qui fit annuler par le Parlement, en 1271, les entreprises du sénéchal de Périgord, Pierre de Saux, qui, au nom du roi avait pris possession du château d'Angoulême.

### Vie politique
En 1285, Hugues XIII obtient du Parlement de Paris la suzeraineté sur la châtellenie de Sainte-Sévère, aux conﬁns de la Marche et du Berry,.
La même année, le 15 août, aux côtés du roi de France, Philippe III le Hardi, Hugues XIII le Brun participe à la campagne d'Aragon, dite Croisade d'Aragon, contre le roi Pierre III.
Avant 1298, un guerre éclate entre Hugues XIII et Arthur II de Bretagne, alors vicomte de Limoges par son mariage avec Marie de Limoges.

### Testaments et succession
Le 25 mai 1283 à Touvre, après sept années de mariage restées stériles avec son épouse, Hugues XIII le Brun institue pour héritier universel son unique frère cadet Guy et à défaut de celui-ci son oncle Guy de Lusignan, seigneur de Couhé et de Peyrat, fils d'Hugues XI le Brun et de Yolande de Bretagne, et enfin à Geoffroy II de Lusignan, seigneur de Jarnac, cousin de son père.
Quatorze années plus tard, à Touvre, le 12 juin 1297, Hugues XIII le Brun rédige un nouveau testament où il déshérite Guy au profit de Geoffroy II de Lusignan. Le cas échéant, Geoffroy II de Lusignan, devait être remplacé par Aymar de Valence, comte de Pembroke, puis par Renaud IV de Pons, son neveu, fils de Yolande de Lusignan, et enfin par Amaury III de Craon. Enfin, Hugues XIII cède les terres et le château de Chilly au roi de France, Philippe IV le Bel à condition qu'il garantisse l'exécution du testament.
Le 16 août 1302, Hugues fait un codicille en faveur de sa sœur Yolande de Lusignan et change l'ordre de succession. À sa mort en 1303, son frère Guy Ier de Lusignan lui succède.
| Date du testament | Légataire universel no 1                                        | Légataire universel no 2                                | Légataire universel no 3                                        | Légataire universel no 4                                |
| ----------------- | --------------------------------------------------------------- | ------------------------------------------------------- | --------------------------------------------------------------- | ------------------------------------------------------- |
| 1283, 25 mai      | Guy de Lusignan seigneur d'Archiac [frère]                      | Guy de Lusignan seigneur de Couhé [oncle]               | Geoffroy II de Lusignan seigneur de Jarnac [cousin de son père] |                                                         |
| 1297, 12 juin     | Geoffroy II de Lusignan seigneur de Jarnac [cousin de son père] | Aymar de Valence comte de Pembroke [cousin de son père] | Renaud IV de Pons [neveu]                                       | Amaury III de Craon [cousin issu de germain]            |
| 1302, 16 août     | Geoffroy II de Lusignan seigneur de Jarnac [cousin de son père] | Renaud IV de Pons [neveu]                               | Amaury III de Craon [cousin issu de germain]                    | Aymar de Valence comte de Pembroke [cousin de son père] |

### Décès et sépulture
Hugues XIII le Brun décède en novembre 1303 et fut enterré à l'Abbaye de Valence.

## Mariage

### Béatrix de Bourgogne
Hugues XIII le Brun avait épousé à Paris, en août 1276, Béatrix de Bourgogne (av. 1264-ap.juill. 1328), dame de Grignon, fille du duc de Bourgogne, Hugues IV (1213-1270) et de Béatrix de Champagne (1242-1295), fille de Thibaut Ier le Chansonnier (1201-1253), comte de Champagne, roi de Navarre. Leur union est restée sans postérité.

## Sources et bibliographie

### Sources sigillographiques
- Urbain Plancher, Histoire générale et particulière de Bourgogne, t. 2, Dijon, 1741, pl. IV. [lire en ligne]
- SIGILLA : base numérique des sceaux conservés en France, « Hugues XIII de Lusignan », sur sigilla.irht.cnrs.fr, Cnrs / IRHT. [lire en ligne]
- Sigillographie du Poitou jusqu'en 1515 : étude d'histoire provinciale sur les institutions, les arts et la civilisation d'après les sceaux, éd. François Eygun, Poitiers, Société des Antiquaires de l'ouest, 1938, no 426, no 427, p. 220 & pl. XIV.